# Aeroport de París-Charles de Gaulle
L'Aeroport de París-Charles de Gaulle (codi IATA: CDG, codi OACI: LFPG) (en francès: Aéroport Paris-Charles-de-Gaulle) o també anomenat Aeroport de Roissy és el principal aeroport de França i un dels més importants a nivell mundial. Dona servei a tota l'àrea metropolitana de París i està localitzat a 25 km al nord-est de la ciutat. L'aeroport va ser batejat en commemoració a Charles de Gaulle, líder de les Forces de la França Lliure i fundador de la Cinquena República Francesa. És el principal centre de connexions d'Air France i de la delegació a Europa de l'aerolínia nord-americana Delta Air Lines.
L'any 2010, l'aeroport va gestionar més de 58 milions de passatgers i més de 500.000 moviments d'aeronaus, convertint-lo en el sisè aeroport més transitat del món i en el segon més transitat d'Europa (després de Londres-Heathrow) en termes de tràfic de passatgers. És també el setè aeroport més transitat del món en termes de moviment d'aeronaus i el primer d'Europa. Pel que fa a la càrrega aèria, és el cinquè aeroport més transitat del món i el primer d'Europa, havent gestionat 2,054,515 de tones mètriques.

## Història
Tenint en compte el ràpid creixement del transport aeri de passatgers, el govern va decidir buscar grans extensions de terra prou grans per encabir les noves infraestructures aeroportuàries i prou allunyades de l'aglomeració urbana davant de la saturació dels aeroports de París-Orly i París-Le Bourget. El 16 de juny de 1964, un decret interministerial va decidir crear l'aeroport "Paris Nord" en una àmplia zona agrícola situada a vint-i-cinc quilòmetres al nord-est de París. Aquesta nova àrea oferia molts avantatges, ja que la destrucció del territori era mínima i garantia l'espai suficient per a futures extensions una vegada assolida la saturació.
El municipi de Roissy-en-France i altres poblacions directament afectades van rebutjar la construcció de l'aeroport i els agricultors de la zona, per la seva banda, van manifestar-se en diverses protestes en contra del projecte. Al mateix temps, es va desenvolupar una gran polèmica en el nou departament de Val-d'Oise a causa de la diferència d'opinions envers la construcció de l'aeroport, uns a favor i altres completament en contra. Després de deu anys de treballs, el nou aeroport és inaugurat el 8 de març de 1974 i el 14 del mateix mes és obert als primers passatgers.
El 25 de juliol del 2000, el vol 4590 d'Air France efectuat amb un Concorde, es va incendiar en enlairar-se rumb a Nova York i es va estavellar poc després en un hotel a la localitat de Gonesse, havent-hi 113 víctimes mortals. El 25 de juliol de 2006, és inaugurat un monument en honor de les víctimes del Concorde pel director general d'Air France al sud de l'aeroport, prop d'una de les zones de càrrega.

## Terminals
- Terminal 1: Dissenyada per Paul Andreu, va ser construïda en la imatge d'un pop. Consisteix d'una part central circular, amb les diferents facilitats per als passatgers, i vuit terminals satèl·lit al seu voltant, on hi ha situades les sales d'embarcament.
- Terminal 2: Està formada per set terminals unides entre si: les terminals 2A, 2B, 2C, 2D, 2E, 2F i la terminal separada 2G, on per arribar-hi és necessari realitzar un trajecte en autobús. La Terminal 2 també disposa d'una estació de RER i TGV.
- Terminal 3: Consisteix d'un únic vestíbul i està situada a 1 km de la Terminal 1.

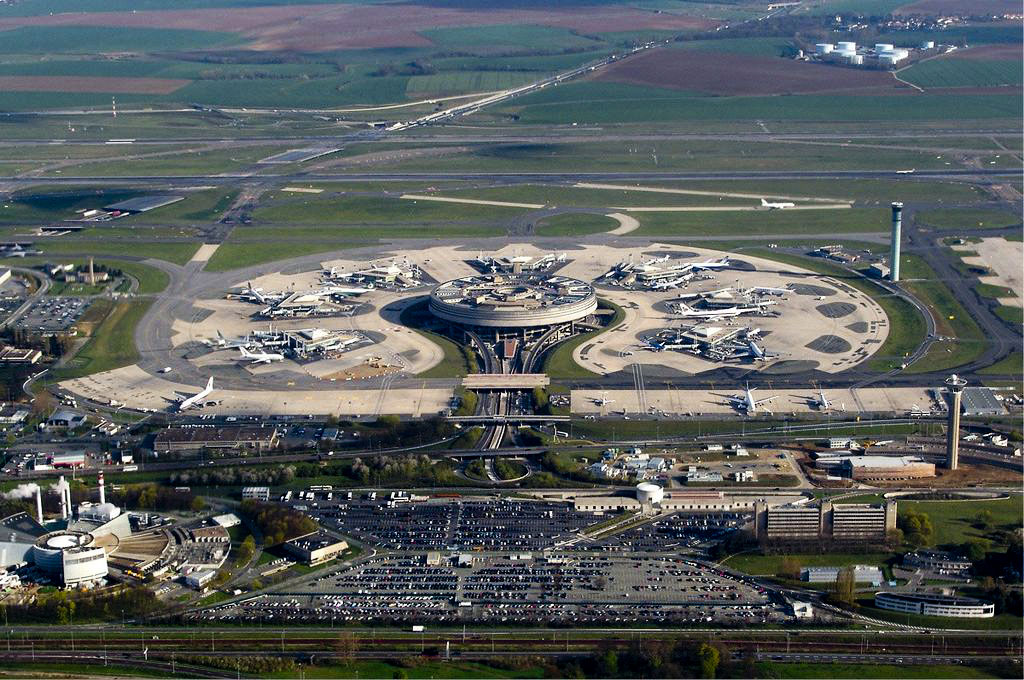
Vista aèria del conjunt de la Terminal 1.
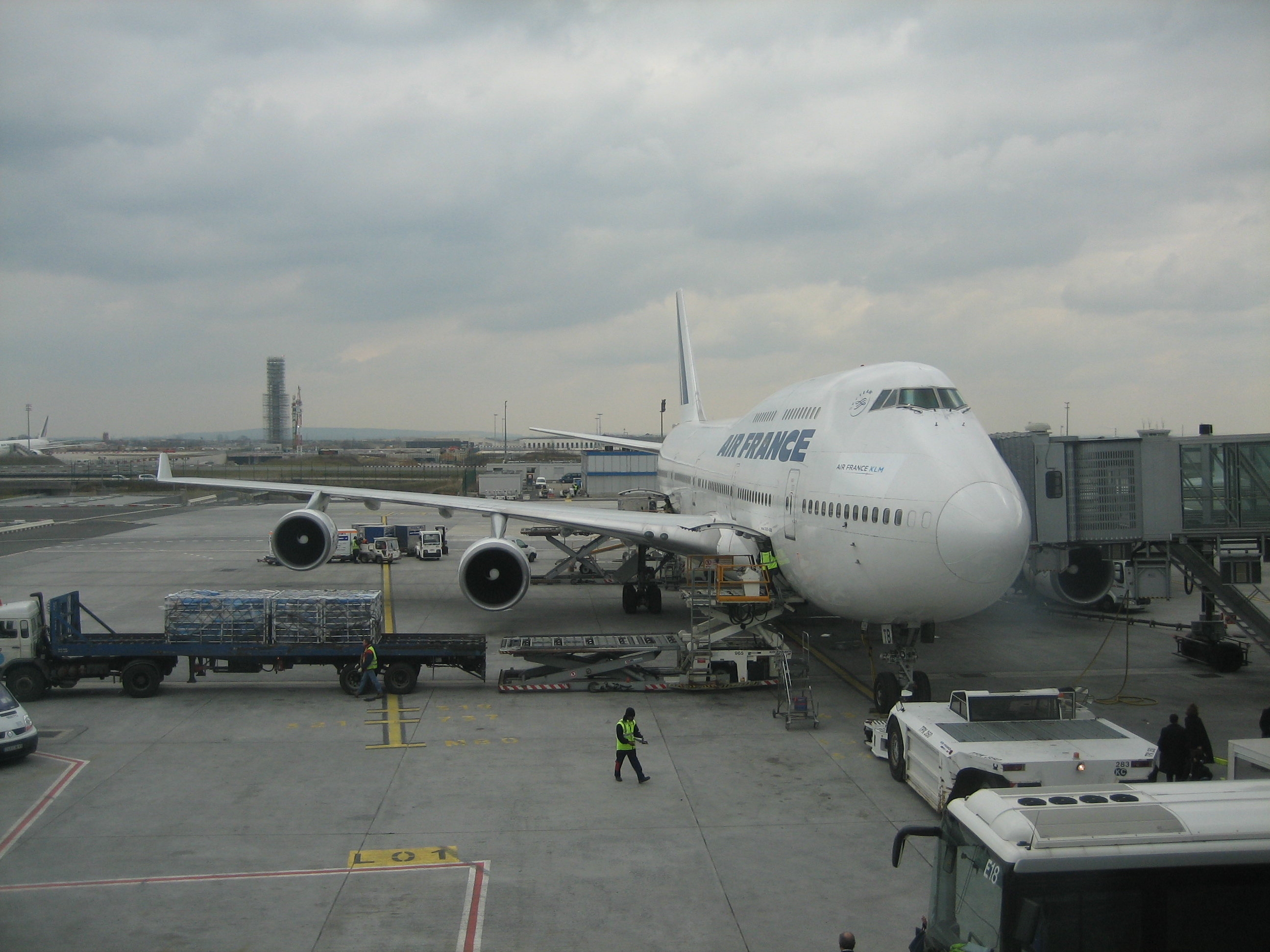
Boeing 747-400 de Air France embarcant.
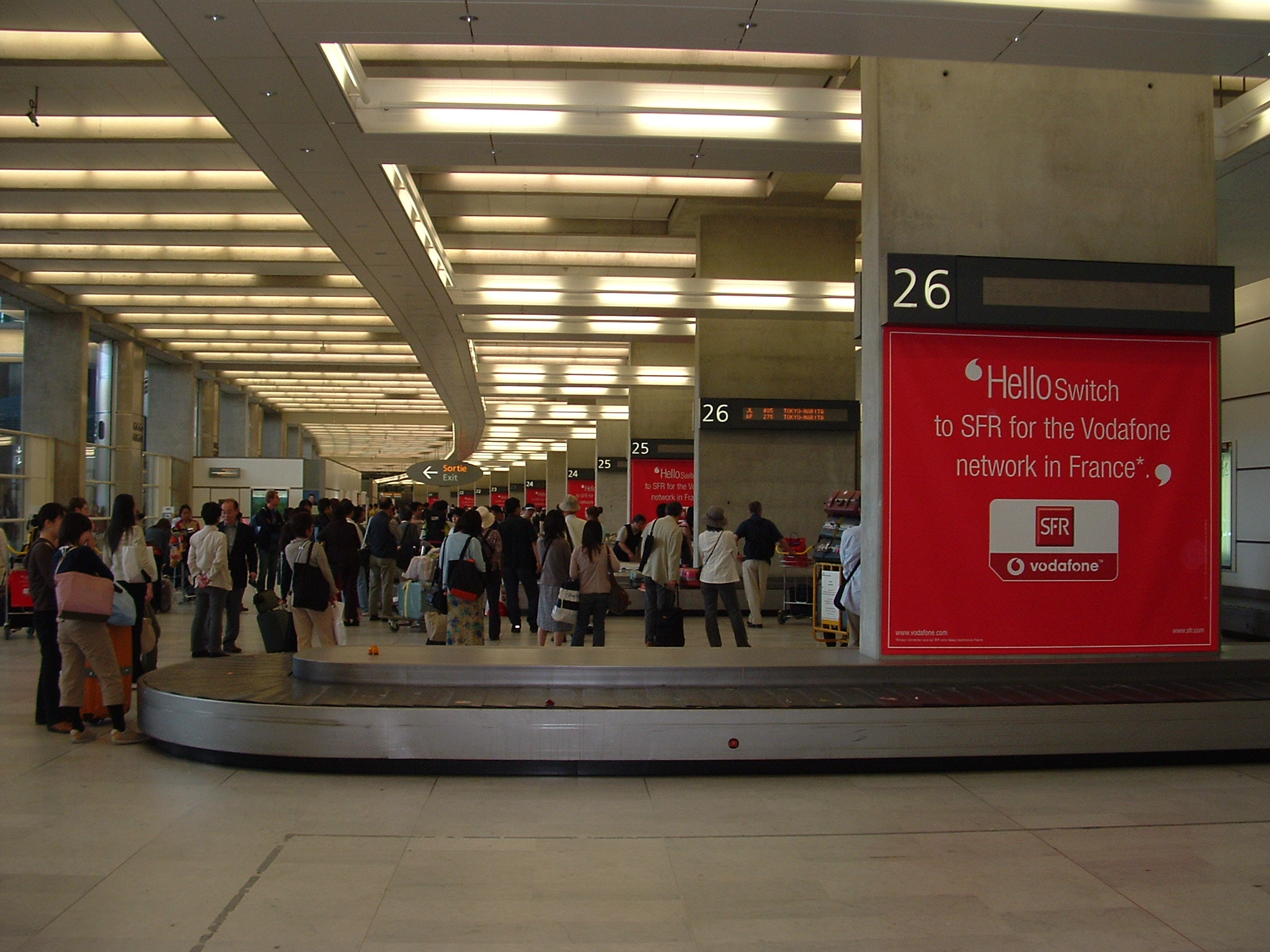
Vista interior de la Terminal 2F.

## Estadístiques
Plantilla:Infotaula aeroports-estadístiques

## Aerolínies i destinacions
| Companyia                                        | Destinacions | Terminal |
| ------------------------------------------------ | --- | -------- |
| Adria Airways                                    | Ljubljana | 1        |
| Aegean Airlines                                  | Atenes de temporada: Iràklio | 1        |
| Aer Lingus                                       | Cork, Dublín, Shannon | 1        |
| Aeroflot                                         | Moscou-Xeremètievo | 2E       |
| Aeroméxico                                       | Ciutat de Mèxic | 2E       |
| Aigle Azur                                       | Annaba, Bagdad, Hassi Messaoud, Orà | 2B       |
| Air Algérie                                      | Alger, Orà | 2B       |
| Air Arabia Maroc                                 | Casablanca, Fes, Oujda, Tànger | 3        |
| Air Astana                                       | Astanà | 2A       |
| Air Austral                                      | Nouméa, Saint-Denis de la Réunion, Sydney de temporada: Dzaoudzi-Pamandzi | 2A       |
| Air Canada                                       | Montréal-Trudeau, Toronto-Pearson de temporada: Vancouver | 2A       |
| Air China                                        | Pequín-Capital, Xangai-Pudong | 1        |
| Air Europa                                       | Màlaga, València | 2D       |
| Air France                                       | Antananarivo, Bangalore, Bangui, Brazzaville, Conakry, Cotonou, Delhi, Douala, l'Havana, Kinshasa, Punta Cana, Saint-Martin, Santo Domingo, Yaoundé de temporada: Pointe-à-Pitre | 2C       |
| Air France                                       | Atenes, Berlín-Tegel, Bolonya, Budapest (finalitza el 27 d'octubre del 2018), Copenhaguen, Düsseldorf, Frankfurt, Hamburg, Lisboa, Múnic, Nantes, Praga, Stuttgart, Torí, Viena | 2D       |
| Air France                                       | Abidjan, Accra, Amman-Reina Alia, Atlanta, Bamako, Belgrad, Birmingham, Boston, Buenos Aires-Ezeiza, el Caire, Chicago-O'Hare, Cork, Dakar, Damasc, Detroit, Djibouti, Guangzhou, Hong Kong, Houston-Intercontinental, Jiddah, Johannesburg, Kíev-Boryspil, Lagos, Libreville, Lima, Lomé, Londres-Heathrow, Los Angeles, Malabo, Manchester (finalitza el 30 de març del 2019), Ciutat de Mèxic, Miami, Moscou-Xeremètievo, N'djamena, Nairobi, Nova York-JFK, Newark, Niamey, Nouakchott, Orlando, Osaka-Kansai, Ouagadougou, Pequín-Capital, Pointe-Noire, Port Harcourt, Riyadh, Sant Petersburg, San Francisco, Santiago de Xile, Seattle/Tacoma, Seül-Incheon, Singapur, Taipei, Tel-Aviv–Ben Gurion, Tòquio-Narita, Washington-Dulles, Yerevan | 2E       |
| Air France                                       | Amsterdam, Barcelona, Bordeus, Brest, Ginebra, Lió, Madrid (finalitza el 30 de març del 2019), Marsella, Milà-Linate, Milà-Malpensa, Montpeller, Nàpols, Niça, Roma-Fiumicino, Estocolm-Arlanda, Tolosa de Llenguadoc, Venècia-Marco Polo, Varsòvia | 2F1      |
| Air France                                       | Alger, Abu Dhabi, Bangkok-Suvarnabhumi, Beirut, Bogotà, Bucarest-Otopeni, Caracas, Casablanca, Dubai, Ho Chi Minh, Istanbul-Atatürk, Luanda, Maurici, Montréal-Trudeau, Phnom Penh, Rabat, Rio de Janeiro-Galeão, San José, São Paulo-Guarulhos, Sofia, Toronto-Pearson, Tunis, Xangai-Pudong | 2F2      |
| Air France                                       | Bilbao, Pau | 2G       |
| Air France                                       | de temporada: Dallas/Fort Worth (comença el 31 de març del 2019) | -        |
| Air France operat per Airlinair                  | Bristol | 2E       |
| Air France operat per Airlinair                  | Colònia/Bonn, Rennes | 2G       |
| Air France operat per CityJet                    | Birmingham, Dublín, Edimburg | 2E       |
| Air France operat per CityJet                    | Florència, Zuric | 2G       |
| Air France operat per HOP!                       | Stuttgart, Torí | 2D       |
| Air France operat per HOP!                       | Aberdeen, Manchester, Newcastle upon Tyne | 2E       |
| Air France operat per HOP!                       | Astúries, Basilea/Mulhouse, Bremen, Brest, Clermont-Ferrand, Göteborg-Landvetter, Hannover, Leipzig/Halle, Ljubljana, Nuremberg, Pau, Pisa, Estrasburg, Toló, Verona, Vigo | 2G       |
| Air India                                        | Delhi | 2F2      |
| Air Madagascar                                   | Antananarivo de temporada: Nosy Be | 2A       |
| Air Malta                                        | Malta | 2D       |
| Air Mauritius                                    | Maurici | 2F2      |
| Air Moldova                                      | Chisinau | 1        |
| Air Saint-Pierre                                 | de temporada: Saint-Pierre | -        |
| Air Sénégal                                      | Dakar (comença l'1 de febrer del 2019) | -        |
| Air Tahiti Nui                                   | Los Angeles, Papeete | 2A       |
| Air Transat                                      | Montréal-Trudeau, Québec, Toronto-Pearson de temporada: Vancouver | 3        |
| airBaltic                                        | Riga, Tallinn, Vílnius | 1        |
| Alitalia                                         | Milà-Linate, Roma-Fiumicino de temporada: Alguer | 2F1      |
| All Nippon Airways                               | Tòquio-Narita | 1        |
| American Airlines                                | Chicago-O'Hare, Dallas/Fort Worth, Miami, Nova York-JFK | 2A       |
| Arkia Israel Airlines                            | Tel-Aviv–Ben Gurion de temporada: Elat-Ovda | 1        |
| Armavia                                          | Yerevan | 2C       |
| Asiana Airlines                                  | Seül-Incheon | 1        |
| Austrian Airlines                                | Viena | 2D       |
| Azerbaijan Airlines                              | Bakú | 2B       |
| Belavia                                          | Minsk | 2B       |
| Blue Air                                         | Bucarest (comença el 28 d'octubre del 2018) | -        |
| British Airways                                  | Londres-Heathrow | 2A       |
| Brussels Airlines                                | Brussel·les | 1        |
| Bulgaria Air                                     | Sofia | 2B       |
| Cathay Pacific                                   | Hong Kong | 2A       |
| China Eastern Airlines                           | Xangai-Pudong | 2F2      |
| China Southern Airlines                          | Guangzhou | 2E       |
| Croatia Airlines                                 | Zagreb de temporada: Dubrovnik, Split | 1        |
| Cyprus Airways                                   | Larnaca, Tessalònica | 1        |
| Czech Airlines                                   | Praga | 2D       |
| Delta Air Lines                                  | Atlanta, Cincinnati/Northern Kentucky, Indianapolis, Minneapolis/St. Paul, Filadèlfia, Pittsburgh, Salt Lake City de temporada: Boston, Nova York-JFK | 2E       |
| EasyJet                                          | Agadir, Ajaccio, Barcelona, Bastia, Belfast-International, Biarritz, Brest, Bristol, Casablanca, Catània, Copenhaguen, Cracòvia, Edimburg, Fes, Glasgow-International, Hèlsinki, Menorca, Lisboa, Liverpool, Ljubljana, Londres-Luton, Madrid, Màlaga, Marràqueix, Milà-Malpensa, Newcastle upon Tyne, Niça, Palma, Porto, Praga, Split, Tànger, Tolosa de Llenguadoc, Venècia-Marco Polo, Zagreb de temporada: Eivissa | 2B       |
| EasyJet Switzerland                              | Ginebra | 2B       |
| EgyptAir                                         | el Caire | 1        |
| El Al                                            | Tel-Aviv–Ben Gurion de temporada: Elat-Ovda | 2A       |
| Emirates                                         | Dubai | 2C       |
| Ethiopian Airlines                               | Addis Abeba | 2A       |
| Etihad Airways                                   | Abu Dhabi | 2A       |
| EVA Air                                          | Taipei-Taoyuan | 1        |
| Finnair                                          | Hèlsinki | 2D       |
| Flybe                                            | Belfast-City, Birmingham, Cardiff, Exeter, Glasgow-International, Jersey, Manchester, Southampton | 2E       |
| flybmi                                           | Bristol | 3        |
| Gabon Airlines                                   | Libreville | 1        |
| Georgian Airways                                 | Tbilissi | 2B       |
| Gulf Air                                         | Bahrain | 2C       |
| Hainan Airlines                                  | Shenzhen (comença el 21 de desembre del 2018), Txungking (comença el 19 de desembre del 2018), Xi'an | -        |
| Iceland Express                                  | Reykjavík-Keflavík | 3        |
| Icelandair                                       | Reykjavík-Keflavík | 1        |
| Iran Air                                         | Teheran | 1        |
| Japan Airlines                                   | Tòquio-Haneda, Tòquio-Narita | 2E       |
| Jet2.com                                         | Leeds/Bradford | 3        |
| Jet Airways                                      | Bombai, Chennai | -        |
| Joon                                             | Barcelona, Bergen (comença el 28 d'octubre del 2018), Bombai, Budapest (comença el 28 d'octubre del 2018), el Caire, Ciutat del Cap, Fortaleza, Istanbul-Atatürk, Lisboa, Madrid (comença el 31 de març del 2019), Mahé, Manchester (comença el 31 de març del 2019), Nàpols, Oslo-Gardermoen, Porto, Quito (comença el 14 de maig del 2019), Roma-Fiumicino de temporada: Sint Maarten | -        |
| Kenya Airways                                    | Nairobi | 2F2      |
| KLM                                              | Amsterdam | 2F1      |
| Korean Air                                       | Seül-Incheon | 2E       |
| Kuwait Airways                                   | Kuwait, Roma-Fiumicino | 1        |
| LAN Airlines                                     | Madrid, Santiago de Xile | 2C       |
| Level                                            | Viena | -        |
| LOT Polish Airlines                              | Cracòvia, Varsòvia | 1        |
| Lufthansa                                        | Berlín-Tegel, Düsseldorf, Frankfurt, Hamburg, Milà-Malpensa, Múnic | 1        |
| Lufthansa Regional operat per Augsburg Airways   | Múnic | 1        |
| Lufthansa Regional operat per Contact Air        | Düsseldorf | 1        |
| Lufthansa Regional operat per Eurowings          | Düsseldorf, Hamburg | 1        |
| Lufthansa Regional operat per Lufthansa CityLine | Frankfurt, Hamburg, Múnic | 1        |
| Luxair                                           | Luxemburg | 2D       |
| Mahan Air                                        | Teheran | 1        |
| Malaysia Airlines                                | Kuala Lumpur | 1        |
| Middle East Airlines                             | Beirut | 2F2      |
| Montenegro Airlines                              | Podgorica | 2B       |
| Norwegian Air Shuttle                            | Boston, Oslo-Gardermoen de temporada: Denver, Nova York, Orlando (Florida), San Francisco, Fort Lauderdale, Los Angeles | 1        |
| Oman Air                                         | Masqat | 2A       |
| Pakistan International Airlines                  | Islamabad, Lahore | 1        |
| Qatar Airways                                    | Doha | 1        |
| Rossiya                                          | Sant Petersburg | 2C       |
| Royal Air Maroc                                  | Casablanca | 1        |
| Royal Jordanian                                  | Amman-Reina Alia | 2A       |
| Saudi Arabian Airlines                           | Jiddah, Riyadh, Roma-Fiumicino | 2C       |
| Scandinavian Airlines                            | Copenhaguen, Oslo-Gardermoen, Estocolm-Arlanda | 1        |
| Singapore Airlines                               | Singapur | 1        |
| Smart Wings                                      | Praga | 3        |
| SriLankan Airlines                               | Colombo | 1        |
| Swiss International Air Lines                    | Zuric | 1        |
| TAM Airlines                                     | Rio de Janeiro-Galeão, São Paulo-Guarulhos | 1        |
| TAROM                                            | Bucarest-Otopeni | 2F2      |
| Thai Airways International                       | Bangkok-Suvarnabhumi | 1        |
| Tunisair                                         | Djerba, Monastir | 3        |
| Turkish Airlines                                 | Istanbul-Atatürk, Istanbul-Sabiha Gökçen de temporada: Ankara, Antalya, Esmirna | 1        |
| Ukraine International Airlines                   | Kíev-Boryspil | 2B       |
| United Airlines                                  | Chicago-O'Hare, Washington-Dulles | 1        |
| Ural Airlines                                    | Iekaterinburg | 1        |
| Uzbekistan Airways                               | Taixkent | 2B       |
| Vietnam Airlines                                 | Hanoi, Ho Chi Minh | 2E       |
| Vueling Airlines                                 | Alacant, Barcelona, Santiago de Compostel·la | 3        |
| WestJet                                          | Calgary (comença el 17 de maig del 2019) de temporada: Halifax | 1        |
| Xiamen Airlines                                  | Fuzhou (comença l'11 de desembre del 2018) | -        |
| XL Airways France                                | de temporada: Antalya, Cancun, Freeport, Las Vegas, Malé, Nova York-JFK, Punta Cana, Samana, Tel-Aviv–Ben Gurion | 2A       |
| XL Airways France                                | Venècia-Marco Polo de temporada: Catània, Constanta, Figari, Forli, Iràklio, Kos, Míkonos, Palerm, Pescara, Santorí | 3        |